# Korps Speciale Troepen
Het Korps Speciale Troepen (KST), onderdeel van het KNIL en te beschouwen als speciale eenheden, werd in januari 1948 in Nederlands-Indië/Indonesië gevormd met het daarvoor bestaande Depot Speciale Troepen (DST) als kern. Het DST telde bij zijn oprichting 570 man. In juli 1949 werd de 1e Parachutisten Compagnie (sterkte circa 250 man) in het korps KST geïntegreerd (dat werd de RST). Deze beide eenheden waren kort na het einde van de Tweede Wereldoorlog opgericht om middels speciale operaties tegenwicht te bieden aan de militaire ontplooiing van de Indonesische nationalisten. Zij hadden een voorloper in het Korps Insulinde, dat tijdens de Tweede Wereldoorlog geheime missies uitvoerde in het door de Japanners bezette Nederlands-Indië. Het KST, dat tot een maximale sterkte van 1250 man zou uitgroeien, was samengesteld uit Nederlandse oorlogsvrijwilligers (OVW'ers), alsmede Indo-Europese en inheemse militairen, waaronder Molukkers. De formatie, die in zijn nadagen (juli 1949) werd omgedoopt tot Regiment Speciale Troepen (RST), werd in 1950 als onderdeel van het KNIL opgeheven. Het huidige Korps Commandotroepen wordt wel beschouwd als een voortzetting van het RST. Het geschiedenis van het KST is omgeven met grote controverse rond het extreem en buitensporig geweld met burgerslachtoffers ten tijde van de Indonesische onafhankelijkheidsoorlog.

## Commandanten
De eerste commandant van het DST was kapitein Wim Scheepens, die op 19 juli 1946 gewond raakte bij de eerste actie van het DST in de omgeving van Batavia/Jakarta. Hij werd diezelfde dag opgevolgd door luitenant (later kapitein) Raymond Westerling, die vervolgens de eerste commandant zou worden van het KST, de opvolger van het DST. Kort voor de Tweede Politionele Actie, eind 1948, nam hij ontslag. Hij werd opgevolgd door luitenant-kolonel Van Beek, die op zijn beurt, in maart 1949, werd opgevolgd door luitenant-kolonel Borghouts.

## Acties
Eind 1946, begin 1947 werd het DST, onder Westerling, ingezet in Zuid-Celebes. Doel was herstel van het Nederlandse gezag in dat gebied, waar de nationalisten, door het uitoefenen van terreur, de terugkeer van het Nederlandse bestuur probeerden te verhinderen. Westerling gaf in Zuid-Celebes leiding aan een contraterreur-campagne die later bekend is geworden als de 'Zuid-Celebes-affaire' en waarbij duizenden nationalisten werden gedood. 
Het DST/KST legde zich daarna toe op de contra-guerrilla. De rijke traditie van het KNIL op dit gebied in combinatie met de vaardigheden van de moderne commando bleek een succesformule. Toen de Indonesische nationalisten overgingen tot de guerrillaoorlog werd steeds vaker een beroep gedaan op deze speciale troepen. De nationalisten probeerden confrontaties met eenheden van het KST zo veel mogelijk te vermijden. Dat was niet alleen uit lijfsbehoud (de Indonesische strijders waren geen partij voor de geharde vechtersbazen van het KST), maar was ook een kwestie van tactiek. Als de militairen van het KST waren vertrokken voor een volgende actie elders, keerden de nationalisten terug om hun guerrilla-acties tegen de reguliere Nederlandse troepen te hervatten.

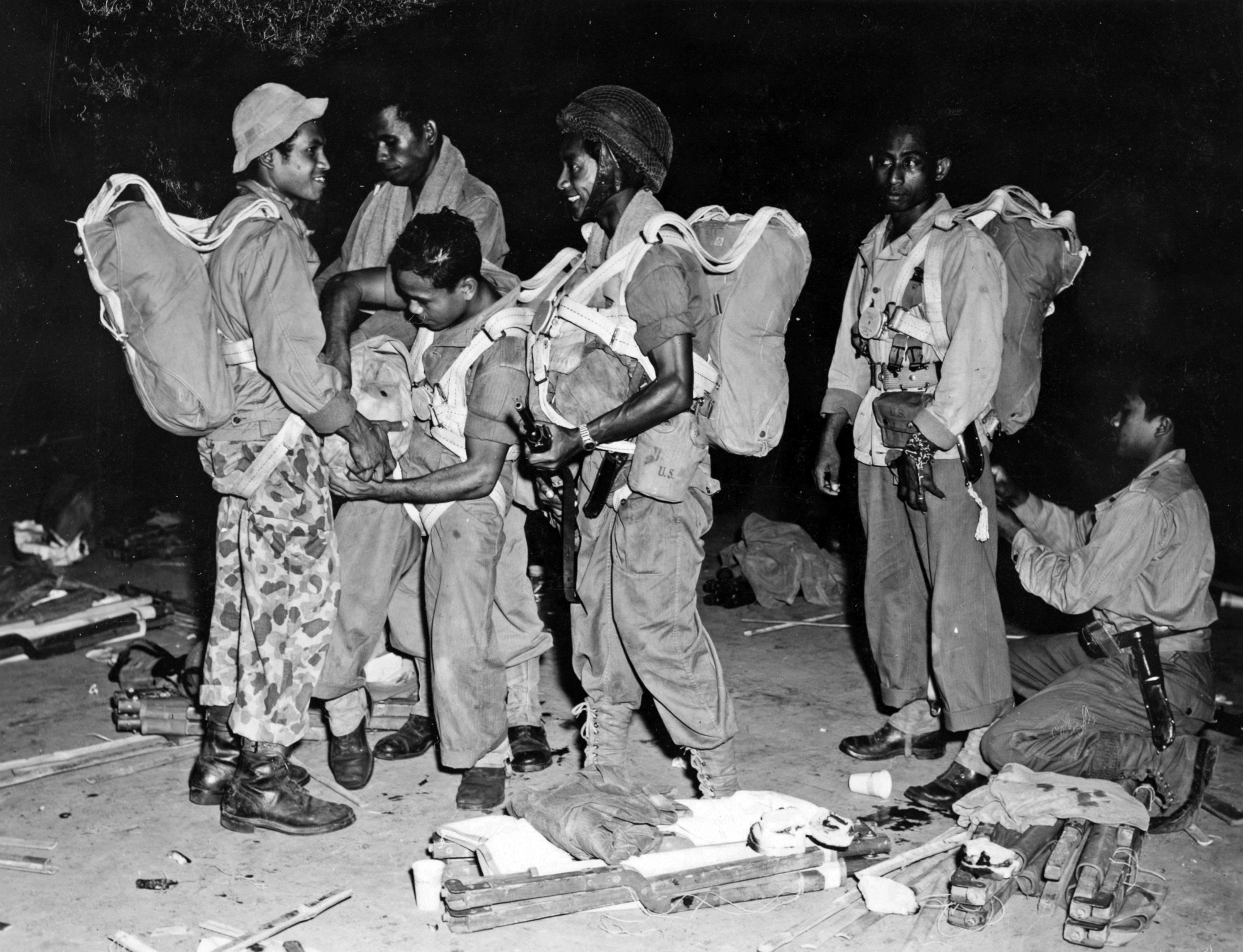
Korps Speciale Troepen. Parachutisten worden klaargemaakt voor een actie (1948)

De parachutisten van het KST voerden verschillende luchtlandingsoperaties uit. Aan het begin van de Tweede Politionele Actie, eind 1948, veroverden zij het vliegveld van het Republikeinse regeringscentrum Jogjakarta als inleiding tot de inname van deze stad en de gevangenneming van de Indonesische leiders, waaronder ook Soekarno.
Exemplarisch voor het kwalitatieve overwicht van het KST/RST op de nationalistische strijders, was de laatste gevechtsactie van het RST voorafgaand aan de wapenstilstand in augustus 1949. De TNI deed een poging om, voordat de wapens zouden worden neergelegd, Soerakarta op Midden-Java in handen te krijgen en slaagde erin op tal van plaatsen in de stad te infiltreren. IJlings werden 325 man van het RST ingevlogen om de TNI uit Soerakarta te verdrijven. In enkele dagen tijds werd deze opdracht uitgevoerd. Aan de zijde van de TNI sneuvelden circa 400 man, terwijl het RST slechts drie gewonden telde. Overigens valt niet geheel uit te sluiten dat bij de verliezen van de TNI ook een aantal burgerslachtoffers zijn meegeteld.
Na de soevereiniteitsoverdracht kwamen militairen van het RST toch nog eenmaal in actie, zij het niet met instemming van hun Nederlandse superieuren. Een aantal hunner was begin 1950 betrokken bij een poging tot staatsgreep tegen het bewind van president Soekarno, onder leiding van ex-kapitein Raymond Westerling.

## School Opleiding Parachutisten
Na de Tweede Wereldoorlog was onder meer de School Opleiding Parachutisten (SOP) gevestigd op de vliegbasis Andir bij Bandoeng. Het SOP was een school die parachutisten opleidde voor het Korps Speciale Troepen.

## Bekende leden van het korps
- Jan Borghouts, korpscommandant

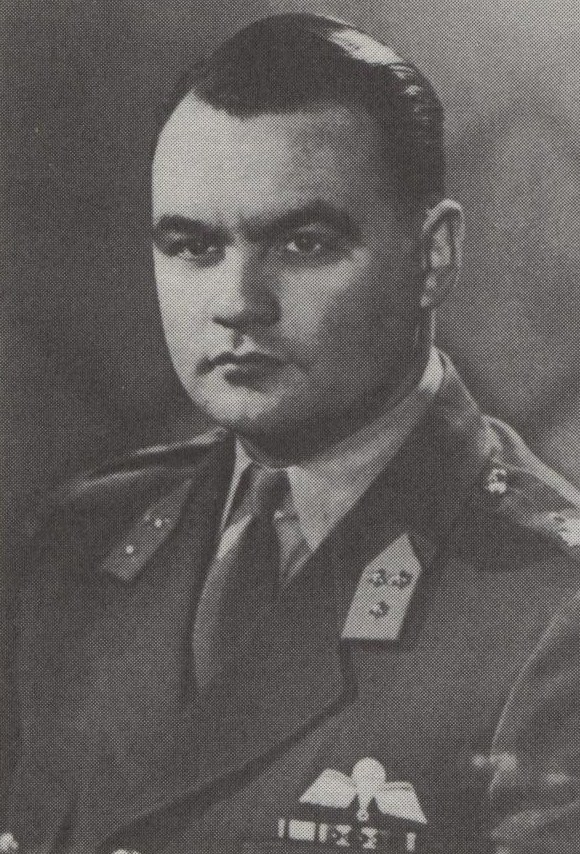
Henk Ulrici

- Jan Cornelis Adriaan Faber, officier
- Cornelis Plaatzer, tijdelijk sergeant oorlogsvrijwilliger-parachutist
- Fred Ormskerk, Surinaams militair
- Marinus den Ouden, commandant van de School Opleiding Parachutisten (SOP) op de vliegbasis Andir bij Bandoeng en commandant van de Nederlandse troepen in Korea (NDVN)
- Leo Marie Snijders, reserve-eerste luitenant van Algemene Dienst
- Gijsbertus Johannes Schüssler, reserve-eerste luitenant
- Henk Ulrici was een Nederlandse verzetsstrijder tijdens de Tweede Wereldoorlog en een als kapitein van het Wapen der Infanterie van de Koninklijke Landmacht gepensioneerde infanterieofficier
- Raymond Westerling, bijgenaamd de Turk, was de commandant van de Speciale Troepen in Nederlands-Indië in de jaren 1946-'48